# Necchi
Necchi is een historisch merk van motorfietsen.
De bedrijfsnaam was G. Necchi, Milano.
Italiaans bedrijfje dat van 1951 tot 1953 lichte motorfietsen met 98- en 123 cc Villiers-motoren en 150 cc Sachs-motoren maakte.